# Верховный суд
Верхо́вный суд — высшее судебное учреждение государства, в компетенцию которого входит, как правило:
- разрешение споров между самостоятельными составными частями государства (республиками, землями, государствами (штатами), кантонами и тому подобное);
- рассмотрение дел о преступлениях высших должностных лиц;
- рассмотрение дел о наиболее важных государственных преступлениях.
- пересмотр решений нижестоящих судов (как правило, рассматривая лишь вопрос правильности применения законодательства, не касаясь вопросов фактов).

Например в России был известен, со второй половины XVIII столетия Верховный уголовный суд. Этот Верховный суд никогда не был постоянным учреждением, но призывался к жизни высочайшими указами на каждый отдельный случай, для суждения об особенно важных государственных преступлениях (чрезвычайный суд по делам о государственных преступлениях).
В Союзе ССР был Верховный суд СССР.